# Así o de otra manera
Así o de otra manera es una película filmada en blanco y negro de Argentina dirigida por David José Kohon  según su propio guion sobre el argumento de Carlos Latorre que se produjo en 1964 y que tuvo como protagonistas a Mario Passano, Beatriz Barbieri, Zulema Katz y Mecha López. Tuvo el título alternativo de Confesión.
Por problemas con la censura por el clima extrañamente erótico del filme, solo se exhibió en funciones especiales y fuera del circuito comercial. En 1993 fue pasada por la televisión de cable y el 13 de junio de 1996 tuvo un tardío estreno comercial. 

## Sinopsis
Un camionero casado se siente atraído por una sobrina adolescente que por problemas familiares va a vivir temporalmente a su casa en un entorno de vida de pueblo, donde se va develando un mundo triste, pequeño, hecho de chismes y sobreentendidos.

## Reparto
- Mario Passano
- Beatriz Barbieri
- Zulema Katz
- Mecha López
- Maurice Jouvet
- Alberto Barcel
- Raúl del Valle
- José María Fra
- Ignacio Souto

## Comentarios
Kohon declaró en la revista Primera Plana

”Cada vez renuncio un poco más a lo espectacular…este es un film con gente común en medio de un conflicto no demasiado excepcional. Poder dar la tremenda complejidad de las llamadas cosas simples…es el camino que me interesa recorrer.”